# 1995 en Italie
Chronologie de l'Italie
- 1991
- 1992
- 1993
- 1994
- 1995
- 1996
- 1997
- 1998
- 1999

1993 en Europe - 1994 en Europe - 1995 en Europe - 1996 en Europe - 1997 en Europe

## Événements
- 17 janvier : formation du gouvernement Dini, composé de technocrates et  soutenu par la Ligue du Nord, le centre et le centre gauche[1].
- 22 janvier : dissolution au congrès de Fiuggi du Mouvement social italien, rebaptisé Alliance nationale menée par Gianfranco Fini[2] ; la minorité dirigée par Pino Rauti et Giorgio Pisanò fonde le Mouvement social flamme tricolore le 27 janvier[1].
- 2 février :  Romano Prodi se porte candidat pour les prochaines élections législatives à la tête d'une coalition de centre gauche[1].
- 23 février : l’aggravation  de la situation économique conduit le gouvernement à adopter de nouvelles mesures d'austérité d'un montant de 1,1 % du PIB[3].
- 6 mars : Romano Prodi, « il professore », économiste de l’université de Bologne et ancien membre de DC, lance l’idée d’une coalition de centre gauche baptisée L'Olivier, conçu comme une machine de guerre contre Berlusconi[4].
- 16 mars : la Chambre approuve le train de mesures de correction budgétaires de février, sur lequel le Gouvernement Dini a posé la question de confiance[3].
- 23 avril-7 mai : le centre gauche remporte les élections administratives[5].
- 8 mai : Lamberto Dini prend à bras le corps le problème des retraites pour réduire le déficit public. Le gouvernement Dini parvient à un accord avec les syndicats sur la question des retraites[1]. 
  - L'âge de départ à la retraite est flexibilisé de 57 à 65 ans en fonction de la pénibilité et la durée de cotisation portée progressivement à 40 ans.
  - La pension est calculée au niveau des contributions aux caisses de retraites (cotisations, capitalisation, espérance de vie) et est indexée sur l'inflation.
  - Les cotisations sociales sont majorées de 20 %.
  - Les cotisations à des caisses privées sont favorisées par des incitations fiscales.
- 26 mai : arrestation  à Turin de Marcello Dell'Utri, président de Publitalia, cofondateur de Forza Italia, pour fraude fiscale et émission de fausses factures pour créer des fonds illégaux[5].
- 6 juin : Antonio Gava est arrêté pour la seconde fois[5].
- 11 juin : référendum abrogatifs concernant notamment l'audiovisuel ; la majorité des électeurs se déclarent opposés à l'abolition de la règle permettant à une personne privée de détenir plus d'une chaîne de télévision, à l'abolition du droit pour une régie publicitaire de travailler pour plus de deux chaînes et à la suppression des coupures publicitaires dans les émissions télévisées. C'est une victoire pour la Fininvest de Silvio Berlusconi[5].
- 24 juin : arrestation du chef mafieux Leoluca Bagarella[5].
- 20 juillet : Giulio Andreotti est mis en examen par le parquet de Pérouse pour avoir commandité le meurtre de Mino Pecorelli[1].
- 14 octobre : mise en examen de Silvio Berlusconi dans une affaire de corruption[1].
- 27 octobre : verdict du procès de l'affaire Enimont ; Bettino Craxi, Arnaldo Forlani, Paolo Cirino Pomicino, Claudio Martelli, Renato Altissimo, Umberto Bossi, Gianni De Michelis et Giorgio La Malfa sont condamnés[1].
- 7 décembre : Romano Prodi présente le programme de L'Olivier[1].
- 13 décembre : accident aérien près de l'aéroport de Vérone[6].

## Économie et société
- 57,7 millions d’habitants. La population stagne depuis 1982. Le déficit public atteint 7,6 % du PIB. 5,5 % d’inflation. 12 % des actifs au chômage.
- La crise économique met un coup d'arrêt au processus de rigueur budgétaire entrepris depuis 1992. Les recettes publiques sont réduites de 2 % et l'excédent primaire tombe à 1,5 % du PIB.
- Le nombre de retraité est supérieur au nombre d’actif. Une quantité considérable de faux retraités travaillent au noir et 30 000 pensions sont versées à des personnes décédées. Au total 15,4 % du PIB est englouti dans les pensions de retraites ;
- Les rapports officiels épinglent également de nombreux abus qui grèvent le budget : deux mois de vacance annuel pour les fonctionnaires, une fraude fiscale démesurée, 3 millions de fausses pensions d’invalidité versées.
- la dette se stabilise à 125 % du PIB.

## Culture

### Cinéma

#### Films italiens sortis en 1995
- 12 avril : L'Amour meurtri (L'amore molesto) réalisé par Mario Martone

#### Autres films sortis en Italie en 1995
- 24 novembre : Hong Kong Express (Chungking Express), film hongkongais réalisé par Wong Kar-wai

#### Mostra de Venise
- Lion d'or d'honneur : Woody Allen, Giuseppe De Santis, Goffredo Lombardo, Ennio Morricone, Alain Resnais, Martin Scorsese, Alberto Sordi et Monica Vitti
- Lion d'or : Cyclo, (Xich lo) de Tran Anh Hung
- Coupe Volpi pour la meilleure interprétation féminine : Isabelle Huppert et Sandrine Bonnaire pour La Cérémonie de Claude Chabrol
- Coupe Volpi pour la meilleure interprétation masculine : Götz George pour L'Homme de la mort (Der Totmacher) de Romuald Karmakar

### Littérature

#### Livres parus en 1995
- La colomba pugnalata, de Pietro Citati ;

#### Prix et récompenses
- Prix Strega : Maria Teresa Di Lascia, Passaggio in ombra (Feltrinelli)
- Prix Bagutta : Daniele Del Giudice, Staccando l'ombra da terra (Einaudi)
- Prix Campiello : Maurizio Maggiani, Il coraggio del pettirosso
- Prix Malaparte : Antonia Susan Byatt
- Prix Napoli : Dacia Maraini, Voci (Rizzoli)
- Prix Stresa : Duilio Pallottelli, Voglia di famiglia (Rusconi)
- Prix Viareggio : Maurizio Maggiani, Il coraggio del pettirosso

## Décès en 1995
- 13 novembre : Adriana Serra, mannequin et actrice, Miss Italie 1941. (° 27 novembre 1923)

#### Articles sur l'année 1995 en Italie
- Élections régionales italiennes de 1995

#### L'année sportive 1995 en Italie
- Championnats du monde de biathlon 1995
- Championnats d'Europe de pentathlon moderne 1995
- Championnat d'Italie de football 1994-1995
- Championnat d'Italie de football 1995-1996
- Supercoupe d'Italie de football 1995
- Championnat d'Italie de rugby à XV 1994-1995
- Championnat d'Italie de rugby à XV 1995-1996
- Grand Prix automobile d'Italie 1995
- Grand Prix automobile de Saint-Marin 1995
- Milan-San Remo 1995
- Tour d'Italie 1995
- Tournoi de tennis de Rome (WTA 1995)

#### L'année 1995 dans le reste du monde
- 1995 aux États-Unis, 1995 au Canada
- 1995 par pays en Europe, 1995 en France, 1995 en Suisse